# 朱倪𤏳
慶端王朱倪𤏳（？—1588年），明朝第八代慶王，惠王朱鼒枋的嫡第一子。嘉靖三十七年（1568年）封為世子，萬曆五年（1577年）襲封慶王。他在位十一年。萬曆十六年（1588年）朱倪𤏳去世。長子綏德王朱伸域未襲爵即去世，朱伸域之子朱帥鋅後襲爵。

## 子
1. 慶憲王 朱伸域
2. 鎮原王 朱伸𩀈
3. （夭折）

| 前任者： 父惠王朱鼒枋 | 明慶國國王 1577年－1588年 | 繼任： 孫朱帥鋅 |